# Alice Oswald
Alice Priscilla Lyle Oswald (nascuda amb el cognom Keen; Reading, 1966) és una poeta britànica. La seva obra va guanyar el Premi T. S. Eliot de 2002 (amb Dart) i el Premi Griffin de poesia de 2017 (amb Falling Awake), entre altres guardons i reconeixements. El setembre de 2017 va ser nomenada segona poeta resident de BBC Radio 4 en substitució de Daljit Nagra. L'1 d'octubre de 2019 va aconseguir la càtedra de Professor de Poesia d'Oxford, essent la primera dona a obtenir-la.

## Obres
- 1996: The Thing in the Gap-Stone Stile, Oxford University Press, ISBN 0-19-282513-5
- 2002: Dart, Faber and Faber, ISBN 0-571-21410-X. Traduït al català per Jaume Coll Mariné el 2024 (Cafè Central).
- 2002: Earth Has Not Any Thing to Shew More Fair: A Bicentennial Celebration of Wordsworth's Sonnet Composed upon Westminster Bridge (co-edited with Peter Oswald and Robert Woof), Shakespeare's Globe & The Wordsworth Trust, ISBN 1-870787-84-6
- 2005: The Thunder Mutters: 101 Poems for the Planet (editor), Faber and Faber, ISBN 0-571-21854-7
- 2005: Woods etc. Faber and Faber, ISBN 0-571-21852-0
- 2009: Weeds and Wild Flowers Faber and Faber, ISBN 978-0-571-23749-4
- 2009: A sleepwalk on the Severn Faber and Faber, ISBN 978-0-571-24756-1
- 2011: Memorial, Faber and Faber. Traduït al català per Jaume Coll Mariné el 2020 (Cafè Central - Eumo).
- 2016: Falling Awake, Jonathan Cape.
- 2019: Nobody, Jonathan Cape.
- 2020: A Short Story of Falling - Metal Engravings by Maribel Mas. Published by Andrew J Moorhouse, Fine Press Poetry.